# 穆古尔·伊瑟雷斯库
康斯坦丁·穆古尔·伊瑟雷斯库（羅馬尼亞語：Constantin Mugur Isărescu，發音：[ˈmuɡur isəˈresku]；1949年8月1日—）， 罗马尼亚国家银行（央行）行长。1999年12月22日-2000年11月28日担任罗马尼亚总理。他是罗马尼亚科学院院士。
伊瑟雷斯库生于沃爾恰縣德勒格沙尼，1971年毕业于布加勒斯特经济研究学院。在接下来的19年里，他在国际经济研究所工作。
1989年罗马尼亚革命后，他在外交部工作，曾任罗马尼亚驻美国大使。1990年9月开始担任罗马尼亚央行行长(除了短暂担任总理期间)，上任伊始就发起对前独裁者尼古拉·齐奥塞斯库私自出售国家黄金储备事件的调查。1999年12月16日伊瑟雷斯库宣誓就任罗马尼亚总理，但在任只有大约一年，2000年11月执政联盟选举失败后下台。在担任总理期间，2000年2月15日罗马尼亚正式启动与欧盟谈判(这个过程开始于1995年，欧盟委员会1999年10月13日批准)。作为前央行行长，伊瑟雷斯库调整了1990年以来罗马尼亚的经济政策。
2000年11月伊瑟雷斯库竞选罗马尼亚总统，但被彻底打败，只进入第四的位置和获得9%的选票。此后，他回到国家银行继续担任行长。2009年，世界纪录学院（World Records Academy）命名他为担任时间最长的中央银行行长
。
2009年-2012年之间他几次被提名取代埃米尔·博克的总理职位，但他拒绝了。